# Kijacy
Kijacy – niezrzeszeni w cechu rzeźnicy, pochodzący w większości z podkrakowskich wsi leżących na prawym brzegu Wisły - Łagiewnik, Płaszowa, Jugowic i Piasków Wielkich. Kijacy od średniowiecza nielegalnie sprzedawali tańsze mięso mieszkańcom Krakowa, co powodowało stały konflikt z miejskimi, cechowymi rzeźnikami. Pod koniec XV wieku doprowadzono do kompromisu, na mocy którego kijacy mogli sprzedawać swe mięso jedynie na rynku Kazimierskim, i wyłącznie w połciach. Mimo to rzeźnicy cechowi nadal oskarżali kijaków o łamanie prawa (m.in. handel podrobami). W 1716 roku doszło na Stradomiu do bójki między rzeźnikami i kijakami, w wyniku której kilka osób straciło życie. Prawną sytuację kijaków zmieniła dopiero ustawa przemysłowa z 1859 roku, znosząca obowiązkową przynależność do cechów. Odtąd kijacy mogli bez przeszkód prowadzić działalność handlową w Krakowie. 
Ważnym wydarzeniem w historii krakowskich kijaków był przywilej Stefana Batorego, (powtórzony przez Zygmunta III Wazę), czyniący ich oficjalnymi dostawcami mięsa na potrzeby dworu. 
Nazwa "kijacy" według Adama Chmiela pochodzi od kijów, na których zawieszane było wystawiane na sprzedaż mięso. 
W XIX stuleciu kij stał się nieodłącznym elementem stroju kijaka; był on dla niego tym czym dla szlachcica szabla – kijak, biorąc na kredyt woły – zostawiał hodowcy kij, co było gwarancją, że dług zostanie uregulowany.